# Station Roskilde
Station Roskilde is een station in Roskilde, Denemarken.
Het station werd geopend op 26 juni 1847, tegelijk met de opening van de spoorlijn Kopenhagen - Korsør.